# Stanley Whittaker
Stanley Mace Whittaker Jr. (Filadelfia, 21 ottobre 1994) è un cestista statunitense.